# Apostolisches Exarchat Lateinamerika und Mexiko
Das Apostolische Exarchat Lateinamerika und Mexiko (lat.: Apostolicus Exarchatus Americae Latinae una cum Mexico) ist ein für Lateinamerika zuständiges Apostolisches Exarchat der armenisch-katholischen Kirche mit Sitz in São Paulo, Brasilien.

## Geschichte
Das Apostolische Exarchat Lateinamerika und Mexiko wurde am 3. Juli 1981 durch Papst Johannes Paul II. mit der Apostolischen Konstitution Armeniorum fidelium errichtet. Erster Apostolischer Exarch wurde Vartán Waldir Boghossian SDB. Am 18. Februar 1989 wurde Argentinien als eigenständige Eparchie San Gregorio de Narek en Buenos Aires aus dem Exarchat ausgelagert.